# El Restaurador Farmacéutico
El Restaurador Farmacéutico fue un periódico editado en la ciudad española de Madrid desde 1844 hasta 1936.

## Descripción
El periódico lo fundó Pedro Calvo Asensio en noviembre de 1844, poco después de terminar en Madrid la carrera de Farmacia. El número primero del año tercero de la segunda época databa del 10 de enero de 1847, impreso por M. Álvarez en ocho páginas de 0,237 x 0,169 metros que salían decenalmente. Desde el 10 de enero de 1851, salió con cuatro páginas. En 1857, tomó la dirección Ramón Ruiz Gómez, y tres años después se le encomendó a Quintín Chiarlone, que la desempeñaría hasta su fallecimiento en 1874. Tenía entonces cuatro páginas de 0,327 x 0,220 metros. En 1861, cuando se hizo semanal, salía con cuatro páginas de 0,247 x 0,172, y seguía publicándose, según Hartzenbusch, al concluir el año de 1870 bajo la dirección del mismo Chiarlone, en la imprenta de José María Ducazcal, con dieciséis páginas de 0,232 x 0,153.
También estuvo al frente de la publicación en algún momento Juan Texidor y Cos. Entre sus firmas, estuvieron las de colaboradores como José Antonio Balcells y Camps, Ramón Botet y Foinullá, Tomás Cuchí y Manuel Melgares de Segura. Subtitulado «periódico oficial de la Sociedad Farmacéutica de Socorros Mutuos», se publicaría hasta 1936.